# Железнодорожный транспорт в Ватикане

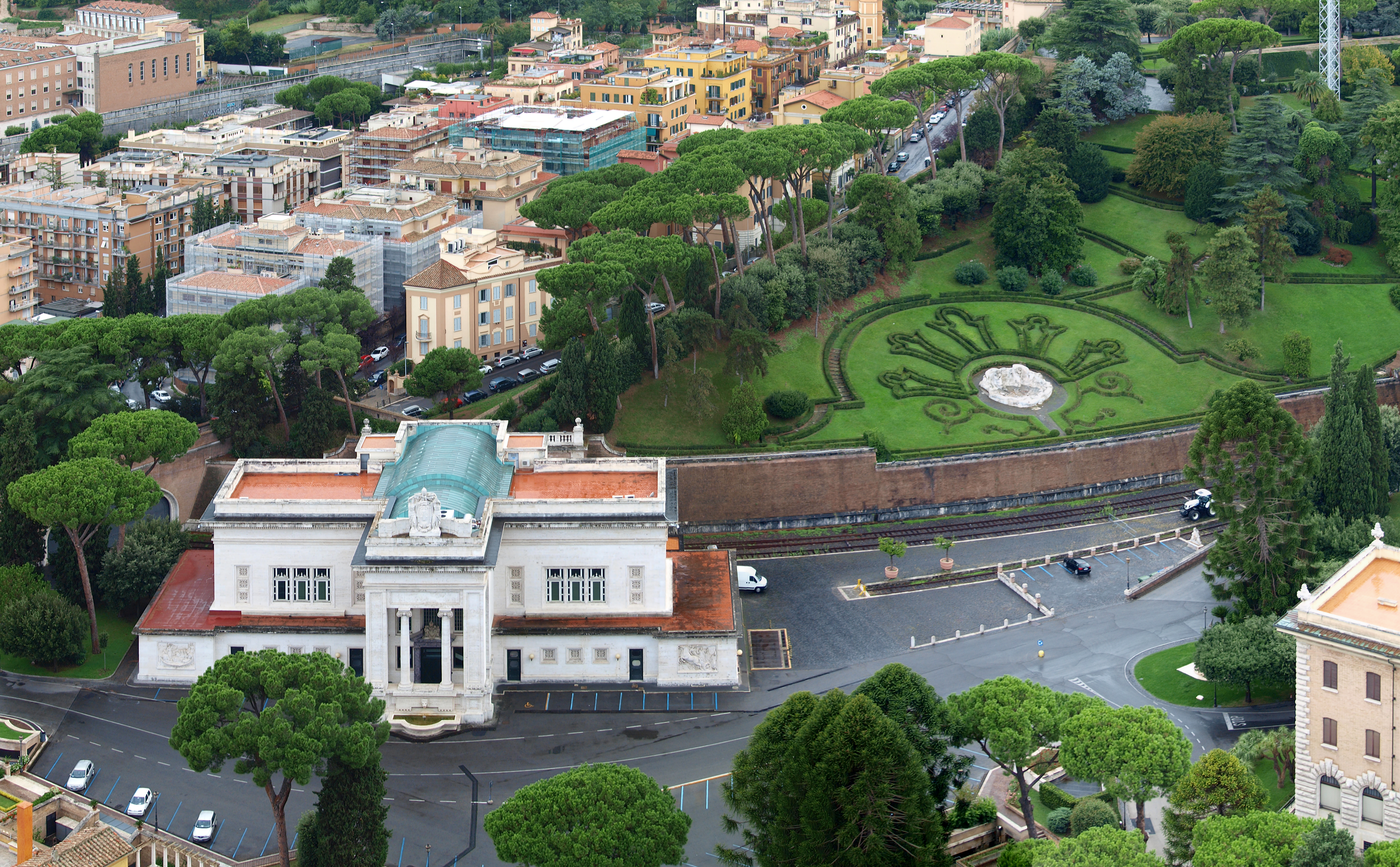
Ватиканский вокзал

Железнодорожный транспорт в Ватикане состоит из двух 300-метровых линий железнодорожных путей в пределах самого Ватикана, являясь самой короткой национальной железнодорожной системой в мире. Доступ к сети итальянских железных дорог был гарантирован Латеранским договором 1929 года. Пути и станция были построены в период правления папы римского Пия XI.

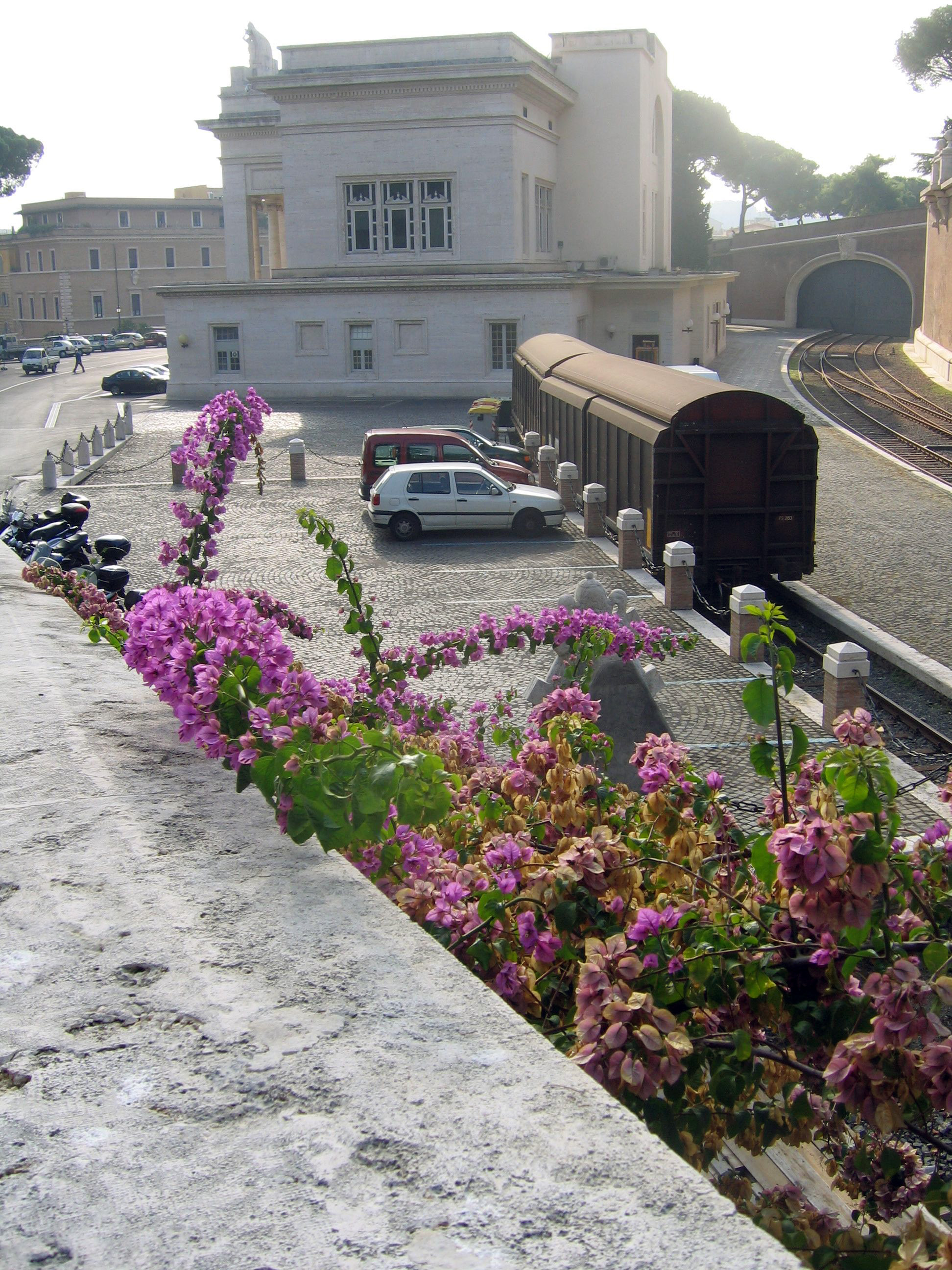
Железнодорожная станция в Ватикане

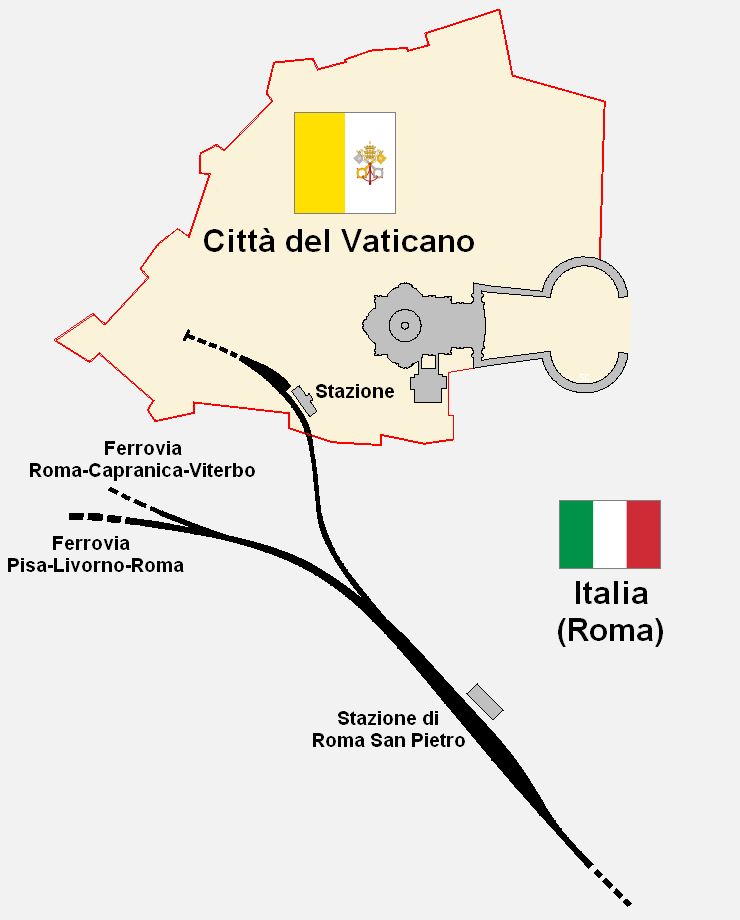
Схема железной дороги Ватикана

Среди железнодорожных перевозок преобладают грузовые, меньшую часть составляют пассажирские перевозки.
Единственная станция — Ватиканский вокзал.

## История
Папа римский Григорий XVI не желал строительства железной дороги в Папской области, воспрепятствовав строительству дороги. При преемнике Григория XVI, папе Пие IX, строительство железных дорог всё же началось. Первой железной дорогой в Папской области была дорога Болонья-Анкона, но территория, на которой велось строительство, была захвачена войсками Рисорджименто в 1861 г. ещё до его завершения.
Строительство железнодорожного вокзала в Ватикане и его связь с сетью итальянских железных дорог были гарантированы Латеранским договором от 1929 года. Общая стоимость строительства составила, согласно сообщениям того периода, 24 млн ₤.
Первый локомотив и поезд въехал на территорию Ватикана в марте 1932 года. Железнодорожная Конвенция между Италией и Ватиканом была ратифицирована 12 сентября 1934 года, в октябре 1934 года министерству общественных работ переданы железнодорожные линии в Ватикане.
Ватиканский вокзал время от времени используется римскими папами, отправляющимися с него в поездки по святым местам Италии, например, в Ассизи.